# Luis González Casas
Luis González Casas, más conocido como Luis Casas, (nacido el 10 de febrero de 1971) en Roquetas de Mar (Almería), es un exfutbolista y entrenador español de fútbol  

## Trayectoria

### Jugador
Fue jugador en la década de los 90 en equipos como Betis B, Valdepeñas, Poli Ejido, Mármol Macael, Real Jaén en su trayectoria como futbolista en Segunda División B. 

### Entrenador
Posteriormente dio el salto a los banquillos, donde pasó por el Real Murcia, al que estuvo ligado durante 12 años trabajando en distintas funciones dentro del club, tanto en la secretaría técnica como desempeñando el puesto de segundo entrenador, en Primera y Segunda División.
Desde 2013 a 2017, Luis formó parte del Elche CF en la secretaría técnica y realizando labores de análisis del rival tanto en 2ª y 1ª División. En 2017, tras la destitución de Alberto Toril pasó a ser segundo de Vicente Parras Campello en el conjunto ilicitano. No consiguió enderezar la nave franjiverde y el equipo se hundió en la categoría de bronce del fútbol español.
En la temporada 2017-18, firma como segundo entrenador de Lluís Planagumà en la UCAM Murcia Club de Fútbol del Grupo IV de Segunda B.
En marzo de 2018,  se convierte en nuevo entrenador del UCAM Murcia Club de Fútbol hasta el final de la temporada 2017-18, tras la destitución de José Miguel Campos del club universitario.

## Clubes
| Club                                       | País   | Año       |
| ------------------------------------------ | ------ | --------- |
| Real Murcia (2º Entrenador)                | España | 2012-2013 |
| Elche CF (secretaría técnica)              | España | 2013-2017 |
| UCAM Murcia Club de Fútbol (2º Entrenador) | España | 2017-2018 |
| UCAM Murcia Club de Fútbol (Entrenador)    | España | 2018      |